# Bruno Barticciotto
Bruno Barticciotto Di Bartolo (* 7. Mai 2001 in Recoleta, Santiago) ist ein chilenischer Fußballspieler. Der Stürmer ist seit Juni 2023 Nationalspieler.

## Karriere

### Verein
Bruno Barticciotto spielte in der Jugend vom CSD Colo-Colo zu der Zeit, als sein Vater Marcelo Barticciotto Trainer der Profimannschaft war. 2010 wechselte er in die Jugend von CD Universidad Católica, wo er 2020 in erste Mannschaft aufrückte. Zu seinem Profidebüt kam Barticciotto allerdings erst bei seiner Leihe 2021 zum CD Palestino. Beim 4:2-Erfolg über Deportes Antofagasta wechselte Trainer José Luis Sierra den jungen Offensivspieler zur zweiten Spielhälfte ein, dieser bedankte sich mit einem Tor zehn Spielminuten nach seiner Einwechslung. Nach seiner Rückkehr zu Universidad Católica kam er in nur fünf Ligaspielen zum Einsatz und wurde zunächst für die zweiten Saisonhälfte erneut an Palestino ausgeliehen, zur Folgesaison dann von Palestino fest verpflichtet. Nach einem halben Jahr ging Barticciotto nach Argentinien zum CA Talleres.

### Nationalmannschaft
Bruno Barticciotto spielte in der U-20-Nationalmannschaft bei einem Freundschaftsturnier in Brasilien gegen Bolivien. Im Februar 2020 war er bereits in den Kader von Trainer Patricio Ormazábal aufgenommen worden. Im August 2022 lief der Angreifer für die U-23 gegen Peru auf.
In der A-Nationalmannschaft debütierte Barticciotto im Juni 2023 beim Freundschaftsspiel gegen die Dominikanische Republik. Beim 5:0-Erfolg erzielte der Offensivakteur die Treffer zum 4:0 und zum 5:0-Endstand.

## Erfolge
Universidad Católica
- Chilenischer Meister: 2020

## Sonstiges
Sein Vater Marcelo Barticciotto ist ein ehemaliger Profifußballspieler und gewann mit dem CSD Colo-Colo die Copa Libertadores 1991.